# Vinzieux

Vinzieux este o comună în departamentul Ardèche din sud-estul Franței. În 1 ianuarie 2022 avea o populație de 520 de locuitori.

## Geografie
Comuna se extinde la aproximativ 7 km² nord-vest de Felines, de la trecerea Fayet la limita departamentală care este fluxul Limoniei. Satul și cătunele sunt adăpostite de o creastă montană, în fața unui platou care rămâne destul de bine cultivat cu livezi, podgorii, câmpuri și pajiști. Departe de drumurile principale, orașul Vinzieux rămâne puțin cunoscut. Totuși, este un teritoriu plăcut pe care mulți locuitori ai orașului au venit să trăiască.